# 揚屋 (遊廓)
揚屋（あげや）

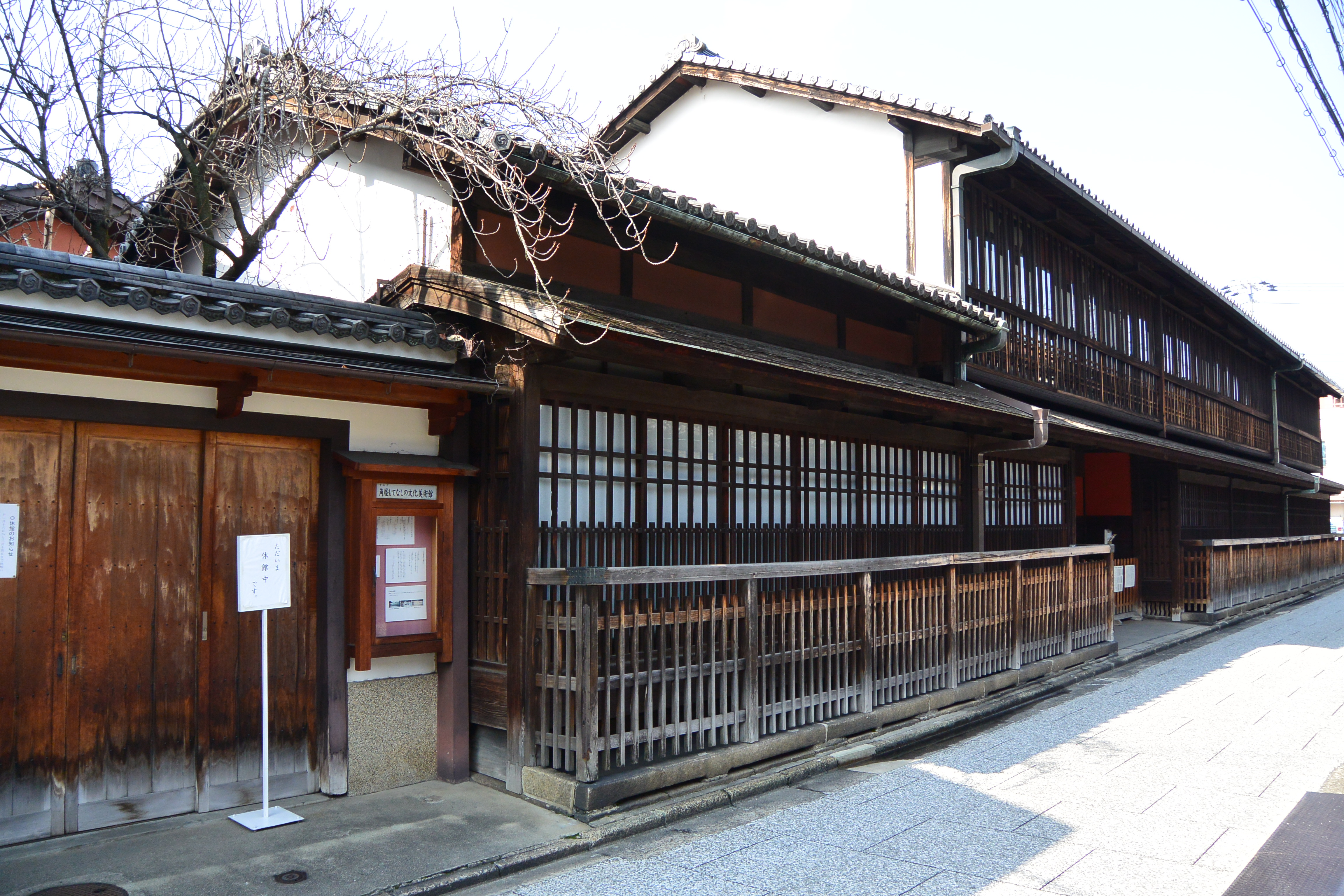
京都・島原に現存する揚屋建築・角屋（現・角屋もてなしの文化美術館）

は、江戸時代、客が、置屋から太夫、天神、花魁などの高級遊女を呼んで遊んだ店。太夫は官許の遊女の最上位（江戸吉原では花魁）、天神はその次位で、揚げ代が25匁だったことから北野天神（北野天満宮）の縁日の25日にかけて天神と呼ばれた。茶屋（お茶屋）より格上。

## 概要
揚屋の起源は、江戸時代初期、街中に散在していた遊女屋を一箇所に集めて元吉原という遊廓が公許されたときである。
従来行われていた遊女の町売りが禁止されたために、それまでのように遊女を呼び寄せることができなくなり、貴人や上流の客も、その目的のためには、遊廓のなかに足を踏み入れなければならなくなった。
しかしその中には、直接娼家にいくことをはばかるものもあったから、ここに揚屋が生まれた。
下等の遊女すなわち格子以下を買うときは娼家に直接行くから、その必要もなかった。三・四流の遊女は揚屋入りを許されなかったからである。
しかし、太夫などの上流遊女を買うときは揚屋に行かねばならなかった。そのため自然と揚屋遊びは非常に贅沢な遊びを意味するようになった（後に語義が拡大し、遊廓を意味するようにもなった）。
太夫が置屋から客に招かれて揚屋に移動する際、その光景はあたかも大名の行列が練り歩くが如くであったため、これを太夫の道中といった。かつて太夫がその楼（京阪では置屋）から揚屋入りするには、かならず引舟、すなわち後の新艘なるものを1人ないし2人、禿を1人もしくは3人、および下男を1人を召しつれた。後にこれが競争の様相を呈してきたため、太夫の格式によって制限する制度もできた。有名な太夫の揚屋入りは見物客が黒山の人だかりをなしたという。
はじめは、揚屋の規定のようなものもなかったが、元吉原から、千束村に移ってまもなく天和年間はじめて揚屋の作法というものができた。
揚屋は貞享、元禄のころまで盛んであり、江戸においては宝暦ころに廃れたが、上方においては明治の初めまで存在していた。
元禄ころの江戸吉原の揚屋の作法をあげれば、「一、客帰候跡に、遊女留置申間敷候事。一、遊女送迎急度為致可申、尤も下男素足にて可罷出候事。一、身揚為致間敷、遊女達而申候はば鑓手へ申候、得心候はば差紙遣し、算用の節揚代相立可申候。一、兼約之遊女を貰ひ候はば、貰ひ候客よりシユライ請取候て、兼約の揚屋へ可渡候。若名代遊女揚候はば、右に不及候。客不参候兼約は、座敷代請取申間敷候事。云々」。
「吉原大全」巻一には、「揚屋茶や―中古まではあげや茶やとて、揚屋町に茶や十八軒ありけり。さんちや遊びの客は、仲の町茶やより揚やへゆく事なり。その頃揚屋さし紙とて、あげやより女郎をよびに遣す節、だれだれといふ女郎の名をしるし、すゑに申楽の類ならびにかわら者御法度の客にて御ざなくといふ文言をしたため、女郎やへ證文を入れたりとぞ、今は町の名のみにて揚屋はなく茶やばかり残れり、されど今にいたりても表の椽二階の格子なし、是いにしへの遺風なり、むかしは揚屋遊び多かりければ、仲の町はだんだん多くなりて、大門口より水戸尻まですき間もなく軒をならべ、日々の繁昌いふばかりなし。」という。

## 揚屋差紙
客が揚屋である太夫を名指しで招こうとするとき、揚屋はその太夫の名を伝票に記入し、これをその太夫のいる妓楼にもたせてやると、その娼家ではこれとひきかえに、その遊女を、その揚屋におくる。その伝票、公翰を揚屋差紙（あげやさしがみ）といった。
「吉原雑話」さし紙の条に示されているのをあげれば、
一貴殿御かかへの長門どの御ひまに候はば

御かり申たく候御客の儀は慥成る御方にて

御法度の御客にては無御座候為念如件

　月　日

　　　　　　　　　　　　　揚屋清十郎（印）

　　　　　　　　　　月行事善右衛門（印）

　　　三浦屋四郎左衛門殿

人気の高い太夫になれば、この名指しの客が多いから、とつぜん揚屋に行っても会えないことがある。そこで有名な太夫はあらかじめ日を決めて、約束をして申し込んだ。これを兼約といった。
なお、京阪ではのちに公許、非公許ともに新たに遊女、芸子をかかえたときに、茶屋あるいは呼び屋へ配った報帖を、差紙といった。
たとえば、
本素人出　　　　　　千種屋

　天　神　　　　　　　　八重梅

では、天神はその遊女の妓品であり、千草屋はその置屋すなわち妓楼の名であり、八重梅はその遊女の名である。肩書きに本素人出とあるのはその遊女の前身であり、しかしこれは虚々実々というべきであり、客の心をそそるためであったという。

## 揚屋と茶屋の違い
もっともわかりやすい違いは、大規模の宴席に対応できる台所があるかないか。揚屋では宴席に出す料理を台所で作っていた。
現代の「料亭」（特に割烹料亭）の元祖といえる。「茶屋」では料理は作らず、外注し、取り寄せる。